# Piper tessmanni
Piper tessmanni är en pepparväxtart som beskrevs av William Trelease. Piper tessmanni ingår i släktet Piper och familjen pepparväxter. Inga underarter finns listade i Catalogue of Life.